# Adam Smith (homme politique)
Pour les articles homonymes, voir Adam Smith (homonymie) et Smith.
David Adam Smith, né le 15 juin 1965 à Washington (district de Columbia), est un homme politique américain. Membre du Parti démocrate, il est élu de l'État de Washington à la Chambre des représentants des États-Unis depuis 1997.

## Biographie
Adam Smith est originaire de Washington (district de Columbia). Après des études de droit à l'université Fordham et à l'université de Washington, il devient avocat. Il est procureur de la ville de Seattle de 1993 et 1995.
Il est élu au Sénat de Washington entre 1991 et 1996.
En 1996, il est élu à la Chambre des représentants des États-Unis avec 50,1 % des voix contre 47,3 % pour le républicain sortant Randy Tate (en). Entre 1998 et 2008, il est réélu tous les deux ans avec plus de 58 % des suffrages. En 2010, il est reconduit pour un nouveau mandat avec 54,9 % des voix face au républicain Richard Muri. Le 9e district est redessiné en 2011, Smith est réélu avec plus de 70 % des suffrages en 2012 et 2014.
M. Smith, préoccupé par le retrait de 2021 de l'Afghanistan, a tenté de contacter Joe Biden à l'avance, sans succès ; il a toutefois reçu un appel de M. Biden après avoir critiqué l'évasion désastreuse de l'Afghanistan - le seul appel qu'il ait reçu de M. Biden en quatre ans.

## Historique électoral

### Chambre des représentants
| Année | Adam Smith | Dém    | Rép    | Lib   | Vert  | NLP   |
| ----- | ---------- | ------ | ------ | ----- | ----- | ----- |
| Année |            |        |        |       |       |       |
| 1996  | 50,1 %     | —      | 47,3 % | —     | —     | 2,6 % |
| 1998  | 64,7 %     | —      | 35,3 % | —     | —     | —     |
| 2000  | 61,9 %     | —      | 35,0 % | 3,4 % | —     | —     |
| 2002  | 58,5 %     | —      | 38,6 % | 2,9 % | —     | —     |
| 2004  | 63,3 %     | —      | 34,4 % | —     | 2,3 % | —     |
| 2006  | 65,7 %     | —      | 34,3 % | —     | —     | —     |
| 2008  | 65,4 %     | —      | 34,6 % | —     | —     | —     |
| 2010  | 54,9 %     | —      | 45,1 % | —     | —     | —     |
| 2012  | 71,6 %     | —      | 28,4 % | —     | —     | —     |
| 2014  | 70,8 %     | —      | 29,2 % | —     | —     | —     |
| 2016  | 72,9 %     | —      | 27,1 % | —     | —     | —     |
| 2018  | 67,9 %     | 26,8 % | —      | —     | —     | —     |
| 2020  | 76,3 %     | —      | 23,4 % | —     | —     | —     |
| 2022  | 71,6 %     | —      | 28,2 % | —     | —     | —     |
| 2024  | 65,4 %     | 32,4 % | —      | —     | —     | —     |